# 李昞 (北魏)
李昞（491年—528年5月17日），字仁曜，陇西郡狄道县（今甘肃省定西市临洮县）人，出自陇西李氏姑臧房，北魏散骑常侍、骠骑大将军、开府仪同三司、高平宣景男李虔第二子，北魏官员。

## 生平
李昞以高阳王元雍常侍为起家官，官至员外散骑侍郎、太尉录事参军。建义元年四月庚子（528年5月17日），李昞在河阴之变中与两位兄弟李㬇和李晧同时遇害，虚岁三十八，朝廷赠予散骑常侍、左将军、兖州刺史。
魏孝庄帝元子攸杀死尔朱荣后，河阴之变死难者的家属互相凭吊和庆贺，李昞的岳父魏子建对自己的姨表弟卢道虔说：“朝廷剪除倚仗权势逞强作恶的人，凶暴的歹徒还很凶猛，没听到有奇妙的计策超常的谋略，恐怕光杀尔朱荣于事无补。这是陇西李氏家门祸乱的开始，凭吊和庆贺不是太匆忙了吧！”永安之后，陇西李氏宗族流转离散，李昞的堂弟李彧遭到诛杀，就和魏子建所担忧的一样。

## 家族

### 兄弟
- 李㬇，北魏尚书左外兵郎
- 李晧，北魏散骑侍郎
- 李晓，北齐平西将军、东郡太守